# Sphaerosyllis papillosissima
Sphaerosyllis papillosissima är en ringmaskart som beskrevs av Hartmann-Schröder 1979. Sphaerosyllis papillosissima ingår i släktet Sphaerosyllis och familjen Syllidae. Inga underarter finns listade i Catalogue of Life.